# Велень (Пеушешть, Вилча)
Велень, Велені (рум. Văleni) — село у повіті Вилча в Румунії. Входить до складу комуни Пеушешть.
Село розташоване на відстані 172 км на північний захід від Бухареста, 20 км на захід від Римніку-Вилчі, 87 км на північ від Крайови, 132 км на південний захід від Брашова.

## Населення
За даними перепису населення 2002 року у селі проживали 275 осіб, усі — румуни. Усі жителі села рідною мовою назвали румунську.